# Stig Grauers
Stig Bertil Grauers, född 4 juni 1934 i Partille, död 19 december 2021 i Träslövs distrikt i Varberg, var en svensk politiker (moderat), som var riksdagsledamot 1991–1998 för Bohusläns valkrets.
I riksdagen var han ledamot i försvarsutskottet 1991–1994 (därefter suppleant till 1998), ledamot i bostadsutskottet 1994–1998 och suppleant i finansutskottet 1991–1994.